# Peter Reichl (Informatiker)
Peter Reichl (* 1967) ist ein deutscher Informatiker. Seit 2013 ist er Professor für Informatik und Leiter der Forschungsgruppe „Kooperative Systeme (COSY)“ an der Universität Wien.

## Biografie
Reichl besuchte das Werner-von-Siemens-Gymnasium in Weißenburg in Bayern. Er studierte Mathematik, Physik und Philosophie in München und Cambridge (UK). Nach Abschluss seines Doktoratsstudiums der Informatik an der RWTH Aachen und der ETH Zürich wurde er Key Researcher am Forschungszentrum Telekommunikation Wien, wo er für den Forschungsbereich „User-centered Interaction and Communication Economics“ verantwortlich war. Nach seiner Habilitation an der Technischen Universität Graz wurde er Inhaber der SISCOM und RBUCE WEST International Research Chairs zu „Network-based Information and Communication Ecosystems“ (NICE) an der Université Européenne de Bretagne/INRIA/Télécom Bretagne in Rennes, Frankreich.
2011 wurde Peter Reichl als Professor für Netzwerktechnologie an die Aalto-Universität Helsinki, Finnland, berufen, und seit 2013 ist er Professor für Informatik und Leiter der Forschungsgruppe „Kooperative Systeme (COSY)“ an der Universität Wien.
Am 12. April 2025 leitete er als Dirigent am Teatrul Național de Operă și Balet Oleg Danovski in Constanța eine Aufführung der Oper Turandot  von Giacomo Puccini.

## Publikationen
Reichl hat mehr als 100 Zeitschriften- und Konferenzbeiträge in den Bereichen Telekommunikationsökonomie, Nutzerwahrnehmung von Telekommunikationsdiensten und Quality-of-Experience, next generation networks und zukünftige mobile Netze und Dienste veröffentlicht.
- Homo cyber: Ein Bericht aus Digitalien, Müry Salzmann Verlag, Salzburg 2023, ISBN 978-3-99014-247-9[3]

- Homo cyber: Die Welt als Wille und Betriebssystem, Müry Salzmann Verlag, Salzburg 2024, ISBN 978-3-99014-263-9